# Język lega
Język lega – język z rodziny bantu, używany w Demokratycznej Republice Konga, Ugandzie i Tanzanii. W 1982 roku liczba mówiących wynosiła ok. 400 tysięcy.